# Тайтао
Тайта́о (исп. Península de Taitao) — полуостров на западном побережье Южной Америки, в составе Чили.
Длина составляет 124 км, ширина — 115 км. Максимальная высота — 1372 м. Полуостров причленён к Патагонским Андам узким низменным перешейком Офки. С юга омывается заливом Пеньяс. Фьорд длиной 16 км, в который спускается ледник Сан-Рафаэль, отделяет Тайтао от материка.
Поверхность гористая, покрыта вечнозелёными лесами. В 1945 году на полуострове был открыт национальный парк Лагуна-Сан-Рафаэль, на территории которого находятся многочисленные озёра, крупнейшим из которых является озеро Пресиденте-Риос, и извилистые каньоны.